# Mo' Roots (Maceo Parker)
| Recensione | Giudizio |
| ---------- | -------- |
| AllMusic   | [ 1 ]    |

Mo' Roots è un album del sassofonista statunitense Maceo Parker, pubblicato il 24 settembre 1991.

## Tracce
1. Hallelujah, I Love Her So – 3:57 (Ray Charles)
2. Chicken – 8:17 (Alfred Ellis)
3. Let's Get It On – 7:43 (Marvin Gaye, James Nyx, Maceo Parker, Edward Townsend)
4. Hamp's Boogie Woogie – 6:12 (Milt Buckner, Lionel Hampton)
5. Fa Fa Fa (The Sad Song) – 4:48 (Steve Cropper, Otis Redding)
6. Jack's Back – 5:41 (Fred Wesley)
7. Sister Sadie – 5:26 (Horace Silver)
8. Daddy's Home – 6:01 (William Miller, James Sheppard)
9. Down by the Riverside – 6:33 (Tradizionale)
10. Southwick – 9:08 (Maceo Parker, All The King's Men)

## Formazione
- Maceo Parker - sassofono contralto, voce
- Fred Wesley - trombone, voce
- Alfred "Pee Wee" Ellis - sassofono tenore, voce
- Rodney Jones - chitarra elettrica
- Larry Goldings - organo Hammond, tastiere
- Bill Stewart - batteria
- Steve Williamson - sassofono
- Jimmy Madison - batteria su Fa Fa Fa (The Sad Song)
- Kym Mazelle - voce su Fa Fa Fa (The Sad Song)